# Municipio de White Pigeon
El municipio de White Pigeon (en inglés: White Pigeon Township) es un municipio ubicado en el condado de St. Joseph en el estado estadounidense de Míchigan. En el año 2010 tenía una población de 3753 habitantes y una densidad poblacional de 52,61 personas por km².

## Geografía
El municipio de White Pigeon se encuentra ubicado en las coordenadas 41°47′13″N 85°35′42″O / 41.78694, -85.59500. Según la Oficina del Censo de los Estados Unidos, el municipio tiene una superficie total de 71.33 km², de la cual 65,02 km² corresponden a tierra firme y (8,85 %) 6,31 km² es agua.

## Demografía
Según el censo de 2010, había 3753 personas residiendo en el municipio de White Pigeon. La densidad de población era de 52,61 hab./km². De los 3753 habitantes, el municipio de White Pigeon estaba compuesto por el 95,2 % blancos, el 0,35 % eran afroamericanos, el 0,51 % eran amerindios, el 0,48 % eran asiáticos, el 1,73 % eran de otras razas y el 1,73 % eran de una mezcla de razas. Del total de la población el 3,2 % eran hispanos o latinos de cualquier raza.